# Priemgetal van Belphegor

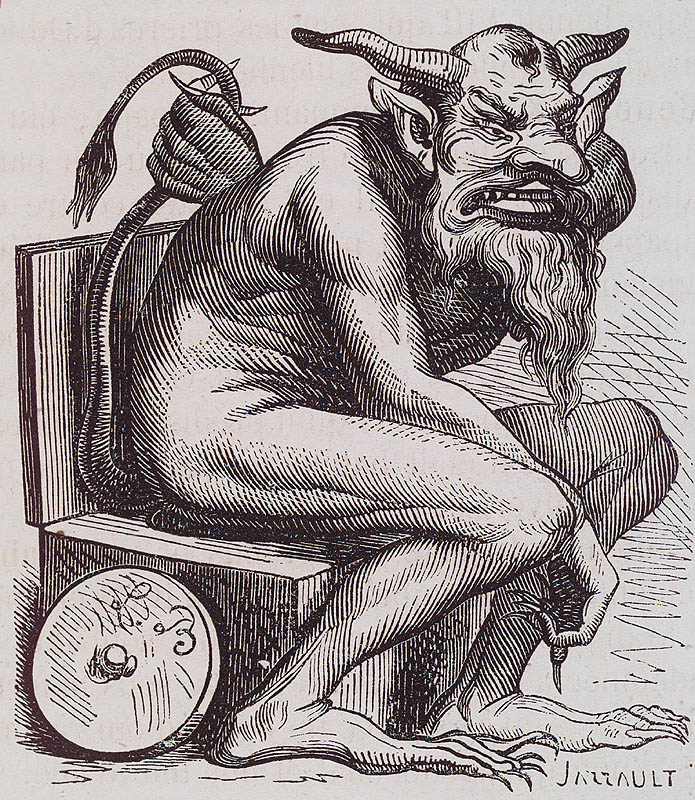
Belphegor uit de Dictionnaire Infernal

Het priemgetal van Belphegor is het getal 1000000000000066600000000000001, dat een palindroompriemgetal is.
De naam Belphegor refereert aan een demon, een van 'de zeven prinsen van de hel'. Hij is verantwoordelijk voor het helpen van mensen bij het maken van ingenieuze uitvindingen en het doen van ontdekkingen. De naam "priemgetal van Belphegor" (Belphegor's prime) is bedacht door auteur Clifford A. Pickover.
Het getal zelf bevat de elementen die refereren aan bijgeloof, waardoor het getal deze naam kreeg. In het midden vindt men het getal 666, bekend uit de Bijbel als het getal van het beest (of in het algemeen, als een getal van de duivel). Links en rechts van dit getal staan in dit palindroomgetal 13 nullen. Het getal 13 wordt geassocieerd met ongeluk. Daarnaast bestaat hele priemgetal uit 31 cijfers. Achterstevoren gelezen is dat wederom 13.

## Reeksen
Er zijn (uiteraard) meer getallen die '666' in het midden hebben staan, geflankeerd door nullen en een 1. Deze palindromen worden de Belphegorreeksen genoemd, naar analogie van het priemgetal.